# Koraal Specht
Koraal Specht is een wijk van Willemstad, Curaçao. Het bevindt zich in het zuiden van de stad langs de kust. Koraal Specht is een wijk van uitersten. Het noorden is een achterstandswijk. In het oosten bevindt zich de enige gevangenis van het land en een vuilnisbelt. Het zuidelijk gedeelte Cornelisbaai is een toeristische zone met stranden en hotels.

## Geschiedenis
In 1791 kocht Jan Hendrik Specht de plantage Coraal waar de wijk naar is vernoemd, met de toevoeging van zijn achternaam. Aan de westkant was een volksbuurt ontstaan bewoond door mensen uit Bonaire. In 1960 werd een gevangenis gebouwd in de wijk. Tussen 1968 en 1970 werd door de overheid een grootschalige woonwijk aangelegd om de bewoners van de wijk Scharloo te huisvesten, omdat een gedeelte van Scharloo gesloopt zou worden voor de constructie van de Koningin Julianabrug. Er werden ook 40 "crashwoningen" gebouwd voor tijdelijke huisvesting die anno 2011 nog steeds bewoond waren.
Koraal Specht heeft een hoge werkloosheid, het percentage werkzamen in Koraal Specht volgens de buurtmonitor van 2007 is 32,6%.

## Demografie

### Religie
De wijk Koraal Specht is hoofdzakelijk katholiek. Het percentage katholieken was in 2001 83% procent van de plaatselijke bevolking. Dit percentage ligt hoger dan het landelijke gemiddelde van 80,1%. Andere godsdiensten die in Koraal Specht worden beleden zijn o.a. Adventisten, Jehova Getuigen, en de Pentecostale Gemeente. Deze laatste godsdiensten vertegenwoordigen samen een totaal ongeveer 13,9% van het inwonertal in Koraal Specht. In 2001 gaf zich slechts 3,1% van de inwoners zich als onkerkelijk op. De Katholieke Kerk heeft een kerkgebouw in Koraal Specht, te weten de Misa Bon Wardadó kerk aan de Kaya Shers. Ook de Pentecostale Gemeente Resurekshon i Bida heeft een kerkgebouw aan de Kaya Chi ku Cha.

### Sociaal-economisch
De wijk kent veel armoede, en wordt beschouwd als een aandachtsgebied. Curaçao wordt in de reisgidsen als redelijk veilig omschreven, maar Koraal Specht wordt met name genoemd als een wijk die het beste kan worden vermeden. Van alle huishoudens in de wijk is 94% Papiamentstalig.
Het zuidelijk gedeelte van Koraal Specht rond Cornelisbaai heeft zich ontwikkeld als een toeristisch centrum, en heeft stranden als Mambo Beach. Het gebied wordt in duikgidsen aangeprezen vanwege de fraaie koraalriffen. Het Curaçao Sea Aquarium bevindt zich aan de baai, en er bevinden zich hotels en appartementen. In 2021 werd door Van der Valk grootschalige uitbreidingsplannen aangekondigd.

## Galerij

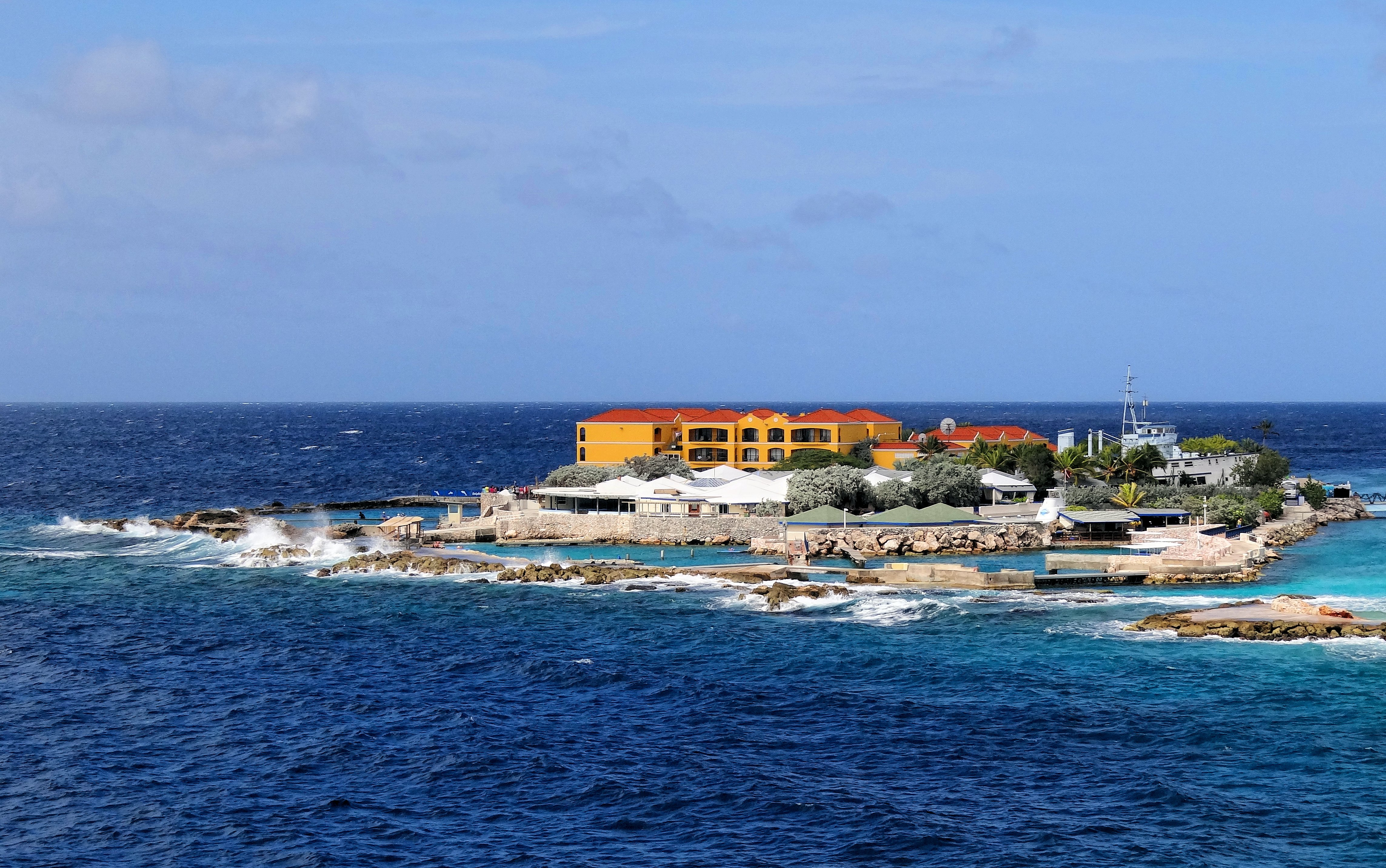
Aquarium
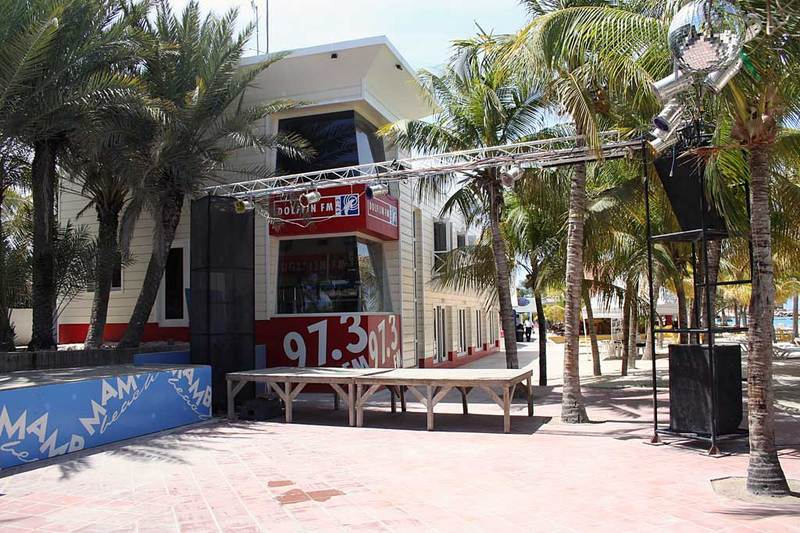
Dolfijn FM studio
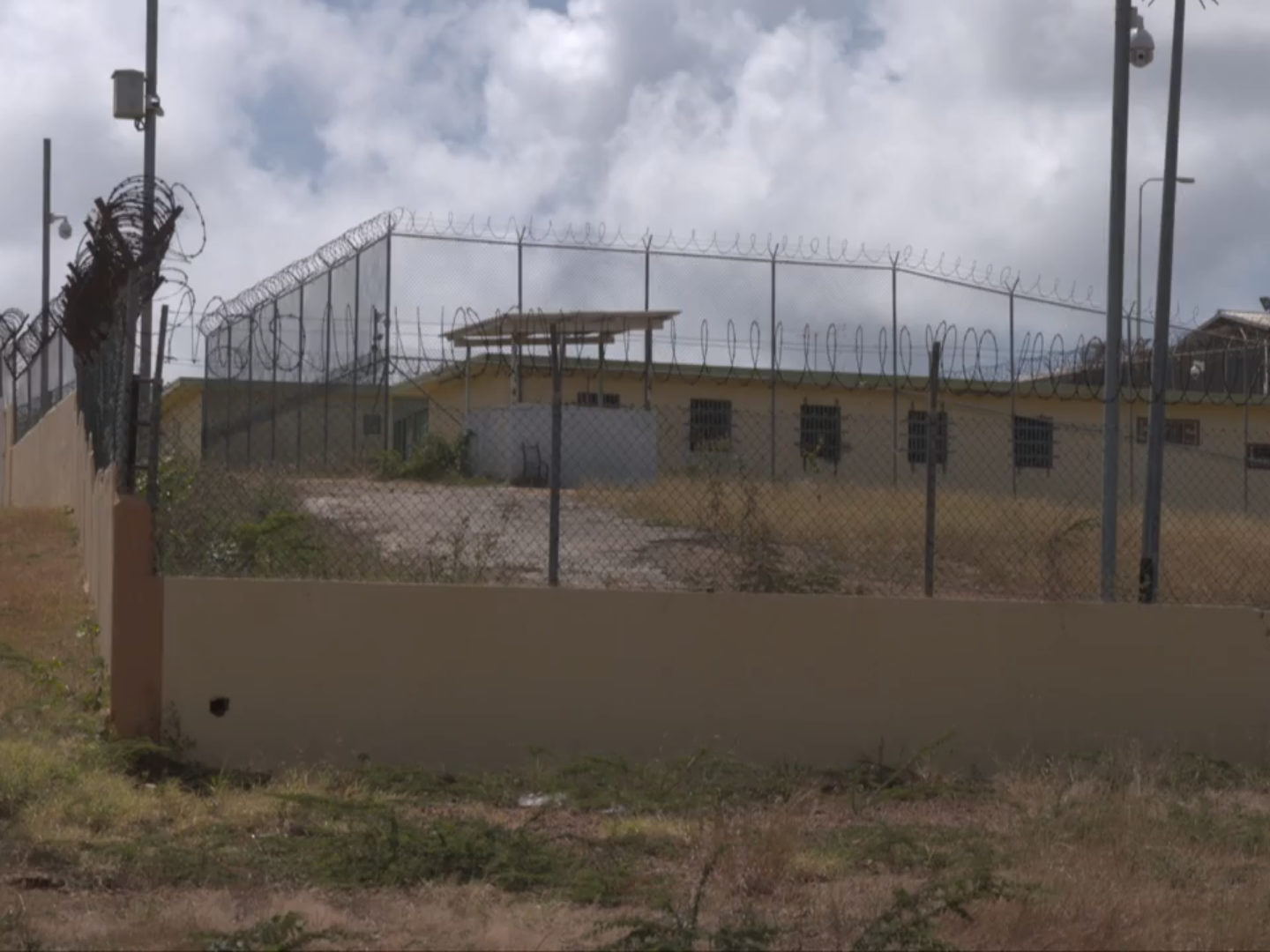
Gevangenis
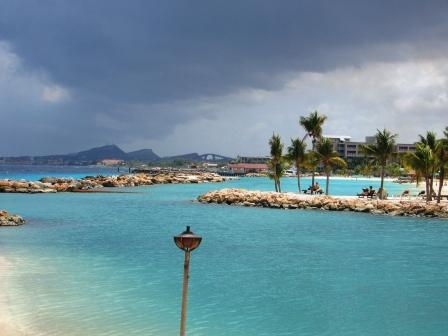
Seaquarium Beach